# Alebrijes Águila o Sol
Alebrijes Águila o Sol es un programa de televisión mexicano producido por Televisa que se enfoca en los sucesos de la economía mexicana.
En este espacio de opinión y análisis se da a conocer la situación económica de México, desde un punto de vista crítico y sencillo.
Dentro del programa se habla sobre las declaraciones referentes a la economía que dará un personaje público, además de desglosar aquellos términos económicos de difícil comprensión para el público general.
La conducción está a cargo de Maricármen Cortés, José Yuste y Marco Antonio Mares. Se emitió en domingo por 4TV en 2005 y el lunes por El Canal de las Estrellas en México los días lunes a las 11:30 p. m. hora de México (0230 UTC), y en la señal internacional de la misma emisora los martes a las 5:00 a. m. hora de México (0800 UTC).

## Secciones
- ¿Cómo lo Divisas?: una síntesis, con voz en off, de la información que se dio en la semana. Dura 3 minutos.

- La moneda está en el aire: el pronóstico de la semana, que es lo que periodísticamente se resolverá en el transcurso de los días y cuales son los puntos a seguir de cerca.

- El resbalón: declaración de algún personaje político que haya tenido relevancia en la semana.

- Acertijos Alebrijes: de acuerdo a la terminología financiera existen muchas palabras que hay que desglosar para que la gente los pueda comprender.

- A la baja y a la Alza: calificación de personajes de acuerdo a su popularidad.

- Datos: Q5664563